# Martin Chuber
Martin Iossifowitsch Chuber (kasachisch Мартин Иосифович Хубер, * 23. Januar 1992 in Alma-Ata) ist ein kasachischer Skirennläufer.

## Werdegang
Chuber bestritt sein erstes internationales Rennen am 4. Dezember 2008 beim Slalom von Wolkenstein in Gröden. 2009 nahm er zum ersten Mal an den Weltmeisterschaften teil. 2011, 2013 und 2015 nahm er ebenfalls teil. Sein Weltcupdebüt gab er im Januar 2012 im Slalom von Schladming. 2014 war er bei den Olympischen Spielen dabei. Sein bestes Resultat war der 33. Platz in der Kombination.
Bei den Weltmeisterschaften 2017 in St. Moritz kam er im ersten Abfahrtstraining schwer zu Sturz und zog sich dabei eine instabile Fraktur im Halsbereich zu. Er zeigte danach jedoch keine Lähmungserscheinungen. Seitdem ist Chuber nicht mehr als Rennläufer in Erscheinung getreten.

## Erfolge

### Olympische Winterspiele
- Sotschi 2014: 42. Abfahrt, 33. Super Kombination, 40. Super G

### Weltmeisterschaften
- Val-d’Isère 2009: DNS Super G, 36. Slalom
- Garmisch-Partenkirchen 2011: DNF1 Slalom
- Schladming 2013: 47. Super G, 41. Abfahrt, DNF1 Super Kombination, BDNS1 Slalom
- Vail/Beaver Creek 2015: DNS Super G, BDNS1 Riesenslalom, BDNS1 Slalom

### Juniorenweltmeisterschaften
- Garmisch-Partenkirchen 2009: DNF Super G, DNF1 Slalom
- Haute-Savoie 2010: DNF1 Riesenslalom, 76. Super G, DNF2 Slalom, 66. Abfahrt

### South American Cup
| Saison | Gesamt | Gesamt | Abfahrt | Abfahrt | Super-G | Super-G | Riesenslalom | Riesenslalom | Slalom | Slalom | Kombination | Kombination |
| Saison | Punkte | Platz  | Punkte  | Platz   | Punkte  | Platz   | Punkte       | Platz        | Punkte | Platz  | Punkte      | Platz       |
| ------ | ------ | ------ | ------- | ------- | ------- | ------- | ------------ | ------------ | ------ | ------ | ----------- | ----------- |
| 2015   | 38     | 71.    | 11      | 33.     | 27      | 28.     | –            | –            | –      | –      | –           | –           |